# Hohe Herrlichkeit Purmerland und Ilpendam
Die Hohe Herrlichkeit Purmerland und Ilpendam in der niederländischen Provinz Holland war ein Territorium, das zwischen 1618 und 1923 bestand.

## Historie
Die Hohe Herrlichkeit Purmerland und Ilpendam (Hoge heerlijkheid Purmerland en Ilpendam) war der Nachfolger der Hohen Herrlichkeit Purmerend, Purmerland und Ilpendam (Hoge heerlijkheid Purmerend, Purmerland en Ilpendam), die 1572 im Zuge des niederländischen Aufstandes gegen die spanischen Habsburger seitens der Staten van Holland konfisziert wurde, die die herrlichen Rechte an die Grafelijkheids Rekenkamer van de Domeinen übertrugen.

### Purmerend, Purmerland und Ilpendam

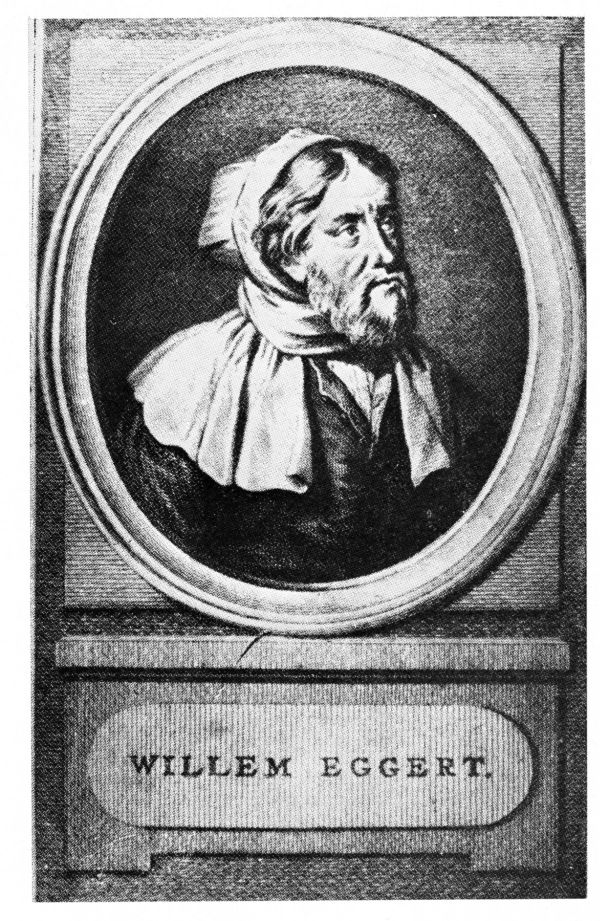
Willem Eggert, 1. Vrijheer von Purmerend und Purmerland (zwischen 1410 und 1417)

Im Jahre 1410 erhob Graf Wilhelm VI. von Holland-Straubing für seinen vertrauten Ratsmann, Statthalter und Finanzier Willem Eggert Purmerland (samt dem ihm zugegliederten Ilpendam) mit Purmerend zur vrijen of hogen heerlijkheid Purmerend en Purmerland. Er und seine Nachfolger führten den Titel Heer oder Vrijheer van Purmerend en Purmerland resp. Purmerland en Ilpendam. Die Herrlichkeit kam über die Burggrafen von Montfoort (1439–1481) an das Haus Egmond (1483). Zwischen 1487 und 1603 machten Teile der Herrlichkeit das Gebiet der neu gegründeten Grafschaft Egmond aus. Lamoral von Egmond, der von Johann Wolfgang von Goethe literarisch in seinem Werk Egmont verarbeitete Widerstandskämpfer war zwischen den Jahren 1540 und 1568 Herrschaftsinhaber. Nach dem Hochverrat der Egmonds an den spanischen Habsburgern wurde deren gesamter Besitz konfisziert. Im Jahre 1582 wurde die Herrlichkeit zergliedert; Purmerend und die Ortschaft Neck wurden aus dem Rechtsverband der Purmerherrlichkeit ausgegliedert und sind an die holländische Grafschaft zurückgekommen. Purmerland und Ilpendam blieben bis in das Jahr 1610 unter der Verwaltung der Grafelijkheids Rekenkamer van de Domeinen, die gemeinsam mit den Vroedschapen der Städte Edam und Monnickendam die Bürgermeister und Schepen von Purmerland und Ilpendam ernannte. Zwischen den Jahren 1610 und 1618 standen Purmerland und Ilpendam alleine unter der Verwaltung von Edam und Monnickendam.

### Purmerland und Ilpendam

Frans Banning Cocq, Heer von Purmerland und Ilpendam (zwischen 1636 und 1655), in Rembrandt van Rijns Gemälde Die Nachtwache

Im Jahr 1618 wurde mit den Orten Purmerland und Ilpendam ein Teil des konfiszierten Besitzes aus den Händen der Konkursmasseverwaltern der Grafen von Egmond an den Amsterdamer Patrizier Volkert Overlander verkauft, und somit die neue Hohe Herrlichkeit Purmerland en Ilpendam begründet. Overlander gründete mit dem unweit von Ilpendam gelegenen Bau des Schlosses Ilpenstein im Jahr 1622 ein neues Herrlichkeitszentrum. In weiterer Folge die Herrlichkeit durch Vererbung in den Besitz von Frans Banning Cocq, einem bedeutenden Amsterdamer Regenten, welcher sich als die zentrale Person in Rembrandts Gemälde Die Nachtwache zeigt. Ab dem Jahr 1678 gehörte Purmerland-Ilpendam der Amsterdamer Familie De Graeff, welche im Verlauf des Goldenen Zeitalters eine wichtige gesellschaftspolitische und kulturelle Rolle in Amsterdam und Holland innehatte.
Zur Mitte des 18. Jahrhunderts zählte die Herrlichkeit Purmerland-Ilpendam 1783 Morgen Land.
Durch die Ausrufung der Batavischen Republik im Jahre 1795 sowie dem 1798 erfolgten Ende der Herrlichkeiten hatten auch die (Vrij)heeren van Purmerland en Ilpendam deren Rechte eingebüßt. Purmerland war bis in das Jahr 1813 Sitz einer selbstständigen Rechtsbank, eines Vogtes, eines Schouts und von zwei Gefängnissen, einem zivilen und einem kriminellen, geblieben. Nach der Gründung des Vereinigten Königreiches der Niederlande wurden die Herrlichen Rechte zum Teil wieder hergestellt. Im Jahre 1840 zählte Purmerland 271 Einwohner, welche auf 43 Häuser verteilt waren. Im Jahre 1870 wurde die Herrlichkeit von den De Graeff an Dirk de Jongh verkauft. Dieser hatte die deutlich verschmälerten Herrschaftsrechte bis zur Auflösung der niederländischen Herrschaften im Jahr 1923 inne. 1872 wurde das Schloss Ilpenstein abgerissen.

## Herren

### Herlichkeit Purmerend, Purmerland und Ilpendam
Haus Eggert
| Regierungszeit | Name          |
| -------------- | ------------- |
| 1410–1417      | Willem Eggert |
| 1417–1420      | Jan Eggert    |

Haus Van Zijl
| Regierungszeit | Name            |
| -------------- | --------------- |
| 1420–1421      | Gerrit van Zijl |

Haus Wittelsbach
| Regierungszeit | Name                    |
| -------------- | ----------------------- |
| 1421–1428      | Jan, Bastard von Bayern |

Haus Van Zijl
| Regierungszeit | Name            |
| -------------- | --------------- |
| 1428–1439      | Gerrit van Zijl |

Haus Van Montfoort
| Regierungszeit | Name                      |
| -------------- | ------------------------- |
| 1439–1448      | Johan II. van Montfoort   |
| 1448–1459      | Hendrik IV. van Montfoort |
| 1459–1481      | Johan III. van Montfoort  |

Haus Van Volckesteijn
| Regierungszeit | Name                       |
| -------------- | -------------------------- |
| 1481–1483      | Vijt Heer van Volckesteijn |

Haus Egmond
| Regierungszeit | Name                   |
| -------------- | ---------------------- |
| 1483–1516      | Johann III. von Egmond |
| 1516–1528      | Johann IV. von Egmond  |
| 1528–1541      | Karl I. von Egmond     |
| 1541–1568      | Lamoral von Egmond     |
| 1568–1582      | Philip von Egmond      |

Staaten von Holland und West-Friesland
| Regierungszeit | Name                                      |
| -------------- | ----------------------------------------- |
| 1582–1610      | Grafelijkheids Rekenkamer van de Domeinen |

### Herrlichkeit Purmerland und Ilpendam

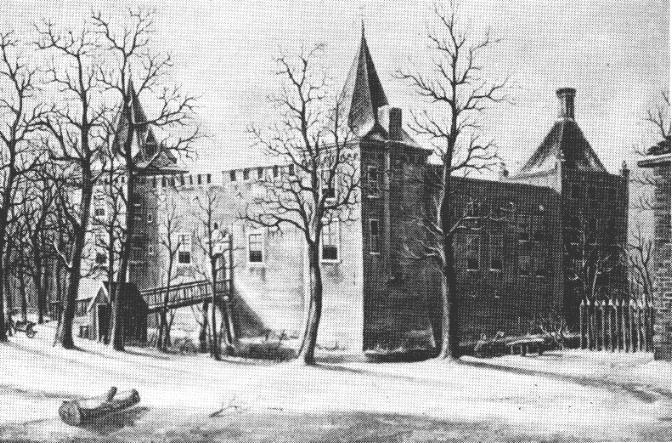
Fotografie des Schlosses Ilpenstein (zweite Hälfte 19. Jahrhundert), erbaut 1622 vom Regenten Volkert Overlander

Städte Edam und Monnickendam
| Regierungszeit | Name |
| -------------- | ---- |
| 1610–1618      |      |

Familie Overlander (van Purmerland)-Hooft-Banning Cocq
| Regierungszeit | Name                            |
| -------------- | ------------------------------- |
| 1618–1630      | Volkert Overlander              |
| 1630–1636      | Geertruid Hooft                 |
| 1636–1655      | Frans Banning Cocq              |
| 1655–1678      | Maria Overlander van Purmerland |

Familie De Graeff
| Regierungszeit | Name                 |
| -------------- | -------------------- |
| 1678–1691      | Catharina Hooft      |
| 1678–1690      | Jacob de Graeff      |
| 1690–1707      | Pieter de Graeff     |
| 1707–1719      | Cornelis de Graeff   |
| 1719–1721      | Gerrit de Graeff     |
| 1721           | Agneta de Graeff     |
| 1721–1752      | Gerrit de Graeff     |
| 1752–1766      | Elisabeth Lestevenon |
| 1766–1811      | Gerrit II de Graeff  |
| 1811–1814      | Gerrit III de Graeff |
| 1814–1870      | Gerrit IV de Graeff  |

Familie De Jongh
| Regierungszeit | Name          |
| -------------- | ------------- |
| 1870–1914 (?)  | Dirk de Jongh |

## Information
Die Daten zu diesem Artikel wurden aus der seit 2006 bestehenden Graeff Forschung von Matthias Laurenz Gräff übernommen.